# Lijst van voetbalinterlands Barbados - Grenada
Deze lijst van voetbalinterlands is een overzicht van alle officiële voetbalwedstrijden tussen de nationale teams van Barbados en Grenada. De landen speelden tot op heden negentien keer tegen elkaar. De eerste ontmoeting, een kwalificatiewedstrijd voor de Caribbean Cup 1992, werd gespeeld in Bridgetown op 25 maart 1992. Het laatste duel, een vriendschappelijke wedstrijd, vond plaats op 24 februari 2023 in Saint George's.

## Wedstrijden
| №  | Plaats         | Datum            | Competitie                          | Wedstrijd          | Uitslag |
| -- | -------------- | ---------------- | ----------------------------------- | ------------------ | ------- |
| 1  | Bridgetown     | 25 maart 1992    | Caribbean Cup 1992 kwalificatie     | Barbados − Grenada | 1 − 1   |
| 2  | Bridgetown     | 2 januari 1994   | Vriendschappelijk                   | Barbados − Grenada | 0 − 0   |
| 3  | Bridgetown     | 27 januari 1994  | Caribbean Cup 1994 kwalificatie     | Barbados − Grenada | 3 − 2   |
| 4  | Port of Spain  | 2 april 1997     | Caribbean Cup 1997 kwalificatie     | Barbados − Grenada | 1 − 1   |
| 5  | Bridgetown     | 6 maart 2000     | WK 2002 kwalificatie                | Barbados − Grenada | 2 − 2   |
| 6  | Saint George's | 18 maart 2000    | WK 2002 kwalificatie                | Grenada − Barbados | 2 − 3   |
| 7  | Paramaribo     | 5 april 2001     | Caribbean Cup 2001 kwalificatie     | Barbados − Grenada | 2 − 1   |
| 8  | Saint George's | 11 november 2002 | CONCACAF Gold Cup 2003 kwalificatie | Grenada − Barbados | 0 − 2   |
| 9  | Bridgetown     | 12 januari 2004  | Vriendschappelijk                   | Barbados − Grenada | 2 − 0   |
| 10 | Saint George's | 31 januari 2004  | Vriendschappelijk                   | Grenada − Barbados | 0 − 1   |
| 11 | Bridgetown     | 23 januari 2005  | Vriendschappelijk                   | Barbados − Grenada | 3 − 0   |
| 12 | Bridgetown     | 5 november 2006  | Vriendschappelijk                   | Barbados − Grenada | 2 − 2   |
| 13 | Saint George's | 15 maart 2008    | Vriendschappelijk                   | Grenada − Barbados | 1 − 1   |
| 14 | Trelawny       | 7 december 2008  | Caribbean Cup 2008                  | Grenada − Barbados | 4 − 2   |
| 15 | Bridgetown     | 8 februari 2009  | Vriendschappelijk                   | Barbados − Grenada | 5 − 0   |
| 16 | Saint George's | 6 juli 2017      | Vriendschappelijk                   | Grenada − Barbados | 0 − 2   |
| 17 | Kingstown      | 4 maart 2019     | Vriendschappelijk                   | Barbados − Grenada | 0 − 0   |
| 18 | Sauteurs       | 22 februari 2023 | Vriendschappelijk                   | Grenada − Barbados | 1 − 1   |
| 19 | Saint George's | 24 februari 2023 | Vriendschappelijk                   | Grenada − Barbados | 2 − 2   |

## Samenvatting
| Competitie                     | Totaal gespeeld | Winst Barbados | Gelijk | Winst Grenada | Doelsaldo Barbados – Grenada |
| ------------------------------ | --------------- | -------------- | ------ | ------------- | ---------------------------- |
| WK-kwalificatie                | 2               | 1              | 1      | 0             | 5 − 4                        |
| CONCACAF Gold Cup-kwalificatie | 1               | 1              | 0      | 0             | 2 − 0                        |
| Caribbean Cup                  | 1               | 0              | 0      | 1             | 2 − 4                        |
| Caribbean Cup-kwalificatie     | 4               | 2              | 2      | 0             | 7 − 5                        |
| Vriendschappelijk              | 11              | 5              | 6      | 0             | 19 − 6                       |
| Totaal                         | 19              | 9              | 9      | 1             | 35 − 19                      |

Wedstrijden bepaald door strafschoppen worden, in lijn met de FIFA, als een gelijkspel gerekend.